# Shupiyan
Shupiyan là một thị xã và là nơi đặt ủy ban khu vực quy hoạch (notified area committee) của quận Pulwama thuộc bang Jammu và Kashmir, Ấn Độ.

## Địa lý
Shupiyan có vị trí 33°43′B 74°50′Đ / 33,72°B 74,83°Đ Nó có độ cao trung bình là 2057 mét (6748 feet).

## Nhân khẩu
Theo điều tra dân số năm 2001 của Ấn Độ, Shupiyan có dân số 12.396 người. Phái nam chiếm 51% tổng số dân và phái nữ chiếm 49%. Shupiyan có tỷ lệ 59% biết đọc biết viết, thấp hơn tỷ lệ trung bình toàn quốc là 59,5%: tỷ lệ cho phái nam là 67%, và tỷ lệ cho phái nữ là 51%. Tại Shupiyan, 11% dân số nhỏ hơn 6 tuổi.